# Castillo de San Leonardo
El castillo del Abaluartado se encuentra en la localidad de San Leonardo de Yagüe, provincia de Soria, Castilla y León, España. Tiene una traza diferente de la de los castillos medievales porque es una construcción señorial abaluartada del siglo XVI.
Levantado en 1563 por Don Juan Manrique de Lara y Cardona y su esposa Doña Ana Fajardo, duques de Nájera y condes de Treviño, cuyos nombres aparecen en los restos de una inscripción. El noble, así como su nieta Doña Juana, fueron sepultados en la iglesia parroquial de San Leonardo.

## Descripción
La disposición abaluartada fue un concepto totalmente nuevo en la arquitectura militar, propio del Renacimiento y procedente de Italia, que generó formas muy peculiares de muros inclinados, de poca altura y mucho espesor, aptos para defenderse de una nueva y poderosa artillería que disparaba desde lejos y era capaz de reventar los antiguos y rectos muros medievales.